# Sziszola
A Sziszola (oroszul: Сысола; komi nyelven Сыктыв) folyó Oroszország európai felének északi részén, Komiföldön. A Vicsegda bal oldali mellékfolyója.

## Földrajz
Hossza: 487 km, vízgyűjtő területe: 17 200 km², évi közepes vízhozama: 33 m³/sec (a torkolattól 318 km-re).
A Kirovi terület északkeleti határa közelében, az Észak-orosz-hátság alacsony dombjai között ered és ott észak felé halad. Ezt a legfelső, rövid szakaszt kivéve végig Komiföldön folyik. Eleinte nyugat felé, majd alsó szakaszán ismét északi irányba tart, így éri el a Vicsegdát.
Medre 80–200 m széles, kanyargós, gyakran szigeteket, zátonyokat alkot. Partjai többnyire alacsonyak, széles árterén a réteket sok helyen holtágak borítják.
Nagyrészt hóolvadék, kisebb részben esőviz táplálja. Október végén – novemberben befagy és április végéig jég borítja. Tavaszi áradása június közepéig tart.
A folyó torkolatánál, a bal parton terül el Komiföld fővárosa, Sziktivkar. A régi idők utazói, kereskedői Uszty-Sziszolkot (Sziktivkar régi neve, jelentése: Sziszola-torkolat) szinte kizárólag vízi úton érték el, és a folyó elég mély volt ahhoz, hogy gőzhajók is közlekedjenek rajta. Kisebb hajók számára az alsó szakasz ma is hajózható, de a vízállás néha olyan alacsony, hogy a város közelében át lehet gázolni rajta. 
Sziktivkar határában a folyón közúti híd ível át, épült 1972-ben.

### Mellékfolyói
- Balról: Kom, Tibju, Nagy Vizinga.
- Jobbról: Nidim, Leplu, Poinga.